# 윤진욱
윤진욱(1985년 4월 12일 ~ )은 대한민국의 배우, 패션모델이다.

## 출연 작품

### 영화
- 2011년 《까막섬의 비밀》 - 기석 역
- 2013년 《답》 - 진욱 역
- 2016년 《무수단》 - 북한군 중사 1 역

### 드라마
- 2014년 Daum 웹드라마 《썸남썸녀》 - 남자3호 꽃미남 역
- 2014년 MBC 단막극 《드라마 페스티벌 - 원녀일기》 - 몽룡 역
- 2014년 MBC every1 드라마 《사랑 주파수 37.2》
- 2015년 O'live 드라마 《유미의 방》 - 구해준 역

### 뮤직비디오
- 2013년 버스커버스커 《처음엔 사랑이란게》

### 연예오락
- 2008년 (채널동아) 리얼리티쇼 《세븐 모델즈 스페셜 에디션》